# Ягода (село)
Вижте пояснителната страница за други значения на Ягода.
Ягода е село в Южна България. То се намира в община Мъглиж, област Стара Загора.

## География
Село Ягода се намира в Задбалканските котловини. Почвата е алувиална (наносна), а климатът – с четири сезона, като лятото е топло, а зимата е суха и студена. Населеното място се намира на 15 км от центъра на град Стара Загора (приблизително 10 минути с автомобил). Разположението му е идеално за целогодишен туризъм, поради уникалните географски особености и възможности.

## История
Първото име на село Ягода е било Чинакчии. До 1950 г. село Ягода се е казвало Горно Паничерево. През годините село Ягода е било обект на множество запитвания и опити за развитие, но до реални сериозни инвестиции все още не се е стигнало. Също така с. Ягода е било в проект за изграждане на възстановителен и подготвителен център на БОК (Български Олимпийски Комитет).

Официалната религия в село Ягода е християнство.

## Културни и природни забележителности
В селото има множество извори на лечебна минерална вода с висока температура (40 – 45 градуса Целзий), подходящи за лечение или възстановяване. Много от тях са с уникални показатели, като използваемостта им е почти нулева. Поради уникалните си географски, природни и водни находища, селото има възможността да се превърне във водещ балнео-лечебен център на Балканския полуостров.
Като културен паметник може да отбележим старата баня, която може да се похвали с впечатляваща архитектура. Тя е проектирана от старозагорския архитект Христо Димов в началото на ХХ век. Община Мъглиж е поела дългосрочен дълг от Фонд „ФЛАГ“ в размер на 1,9 млн лв за извършване на ремонт и реконструкция на обекта с цел възобновяване на дейността му.

## Икономика
Благодарение на това, че Паневропейски транспортен коридор 9 (Паневропейски транспортни коридори) преминава през селото, то е притегателна сила за разнородни бизнеси свързани с транспорта на стоки. Свои бази имат логистичните компании „Бисери-74“ ЕООД, „Таньо Иванов – Шопа“, „Аутотранспорт – Шопа“ ЕООД.
Балнео-лечебният туризъм също се развива експоненциално. В село Ягода гости посрещат СПА Къща за гости „Валентина“, Хотел & СПА Терма, Балнео и СПА Хотел „Минерал Ягода" и други като към януари 2021 г. в деловодството на Мъглиж са постъпили инвестиционни намерения за изграждането на още два СПА комплекса.
Уникалното разположение на село Ягода между Средна гора и Стара планина е благоприятна среда и за отглеждане на българска маслодайна роза. В покрайнините на селото има над 280 декара розови масиви, като те са основно собственост на биопроизводител на органична козметика.

## Редовни събития
- Лазаруване, коледуване

## Спорт
Селото вече няма футболен отбор поради липса на спонсор. Селото разполага с добре затревен терен с размери 80x40, на който се провеждат приятелски срещи.